# Felixstowe
Felixstowe é uma cidade e paróquia civil do distrito de Suffolk Coastal, no Condado de Suffolk, na Inglaterra. Sua população é de 23.634 habitantes (2015).